# Alexander Iwanowitsch Wwedenski (Dichter)

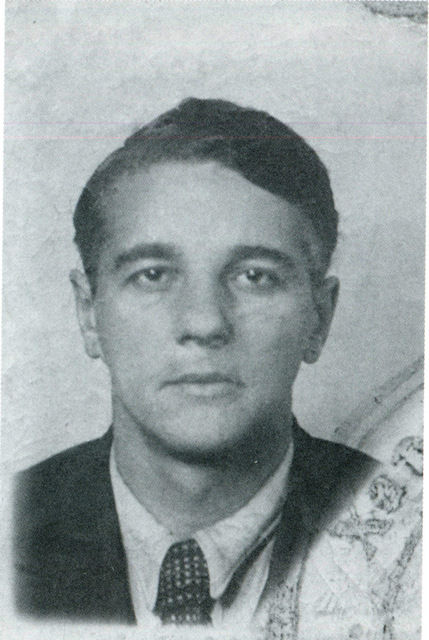
Alexander Wwedenski

Alexander Iwanowitsch Wwedenski  (russisch Александр Иванович Введенский, wiss. Transliteration Aleksandr Ivanovič Vvedenskij; * 23. Novemberjul. / 6. Dezember 1904greg. in Sankt Petersburg, Russland; † 20. Dezember 1941 auf der Strecke zwischen Charkiw und Kasan) war ein russischer Dichter.

## Leben
Er war in den 1920er Jahren kurze Zeit ein Vertreter des russischen Futurismus (Avantgarde) in Leningrad.
Gemeinsam mit seinem Dichterfreund Daniil Charms (eigentlich Daniil Iwanowitsch Juwatschow) wurde er Mitglied des literarischen Ordens DSO, beteiligte sich an der „linken Flanke“ und nahm am philosophischen Dichterkreises „Tschinari“ teil. Er war verheiratet mit Tamara Mejer. 1927 wurde er Mitglied der spätavantgardistisch-literarischen Vereinigung OBERIU („Vereinigung realer Kunst“), die sich „die Provokation, den Kampf gegen den gesunden Menschenverstand und das Mittelmass“ auf die Fahnen geschrieben hat. 1931 heiratete er Anna Ivanter. Aus politischen Gründen erfolgte am 13. Juli 1932 eine Verbannung nach Kursk. Im Winter konnte er nach Leningrad zurückkehren. Mitte der 1930er Jahre zog er von Petersburg nach Charkow um, wo er Galina Viktorova heiratete. 1941 erfolgte die zweite Verhaftung. Er starb an Pleuritis am 20. Dezember 1941 auf einem sowjetischen Häftlingstransport auf dem Weg von Charkow nach Kasan, während die deutschen Truppen von Charkow aus, das im Oktober 1941 erobert worden war, weiter vorrückten. Der genaue Ort und das Grab sind unbekannt.

## Werke

### Deutsche Übersetzungen
* Alexander Wwedenski: Kuprijanov und Nataša. Aus dem Russischen übersetzt und herausgegeben von Peter Urban. Mit 5 Zeichnungen von Paul Klee. Friedenauer Presse. Berlin 1986, 16 S.
- Alexander Wwedenski: Eine gewisse Anzahl Gespräche oder Das völlig umgearbeitete Stundenbuch und zwei Gedichte. Dt. von Peter Urban. Friedenauer Presse. Berlin 1987, 24 S.

## Deutsche Hörspielbearbeitungen
- 1973: Weihnachten bei den Ivanovs – Regie: Heinz von Cramer (WDR)
- 1986: Konzert für fünf Stimmen und Metronom oder Eine gewisse Menge Gespräche sowie eine Eheszene – Bearbeitung, Komposition und Regie: Heinz von Cramer (SDR)
- 1991: Kuprijanov und Natasa – Regie: Gottfried von Einem (RB)
- 1996: Gespräche im Irrenhaus oder Spielen wir endlich Karten – Regie: Stefan Dutt (SR)
- 2012: Wann Wo oder Eine gewisse Anzahl Gespräche – Bearbeitung und Regie: Oliver Sturm (HR/DLR)

Auszeichnungen: ARD-Online-Award 2012; nominiert für den Deutschen Hörspielpreis der ARD 2012
Quelle: ARD-Hörspieldatenbank